# Shellman
Shellman é uma cidade localizada no estado americano de Geórgia, no Condado de Randolph.

## Demografia
Segundo o censo americano de 2000, a sua população era de 1166 habitantes.
Em 2006, foi estimada uma população de 1085, um decréscimo de 81 (-6.9%).

## Geografia
De acordo com o United States Census Bureau tem uma área de 8,2 km², dos quais 8,2 km² cobertos por terra e 0,0 km² cobertos por água.

## Localidades na vizinhança
O diagrama seguinte representa as localidades num raio de 28 km ao redor de Shellman.